# Europs obtusus
Europs obtusus es una especie de coleóptero de la familia Monotomidae.

## Distribución geográfica
Habita en México.